# José Edison Mandarino
José Edison Mandarino (Jaguarão, 26 marzo 1941) è un ex tennista brasiliano.

## Carriera
In carriera ha vinto un titolo di doppio, il Caracas Open nel 1971. Nei tornei del Grande Slam ha ottenuto il suo miglior risultato raggiungendo i quarti di finale di doppio a Wimbledon nel 1963, e all'Open di Francia nel 1968 e nel 1972, tutti e tre in coppia con il connazionale Thomaz Koch, suo abituale compagno di doppio anche in Coppa Davis.
Proprio in Coppa Davis ha giocato un totale di 109 partite tra singolare e doppio, collezionando 68 vittorie e 41 sconfitte. Per la sua dedizione nel rappresentare il proprio Paese nella competizione è stato insignito del Commitment Award.

## Statistiche

### Doppio

#### Vittorie (1)
| Numero | Anno          | Torneo                | Superficie  | Compagno    | Avversari in finale          | Punteggio               |
| 1.     | 28 marzo 1971 | Caracas Open, Caracas | Terra rossa | Thomaz Koch | Gerald Battrick Peter Curtis | 6-4, 3-6, 6-7, 6-4, 7-6 |

#### Finali perse (1)
| Numero | Anno           | Torneo                   | Superficie  | Compagno     | Avversari in finale      | Punteggio     |
| 1.     | 29 luglio 1973 | Austrian Open, Kitzbühel | Terra rossa | Tito Vázquez | Jim McManus Raúl Ramírez | 2-6, 2-6, 3-6 |